# Bernice Johnson Reagon
Bernice Johnson Reagon (Condado de Dougherty, Georgia, 4 de octubre de 1942-16 de julio de 2024) fue una cantante, compositora y activista estadounidense.

## Carrera
Bernice fue miembro fundadora del cuarteto The Freedom Singers. En 1973 fundó en ensamble a cappella Sweet Honey in the Rock, con base en Washington D. C. 
Hizo parte del "Movimiento de Albany", una coalición de desegregación iniciada en la ciudad de Albany. Reagon ha dedicado su vida a la justicia social a través de su música y del activismo, buscando defender los derechos civiles de las comunidades afroamericanas en su país.
Obtuvo un doctorado en la Universidad de Howard y es miembro emérito de la Facultad de Historia de la Universidad Americana en Washington. También recibió un doctorado honorario de música del Berklee College of Music.

## Vida personal
En 1963 se casó con Cordell Reagon, otro miembro de The Freedom Singers. Su hija Toshi Reagon es también cantante y compositora. 
Reagon ha manifestado que "Los desafíos de la vida no deben paralizarte, supuestamente están ahí para ayudarte a encontrarte contigo mismo. La población negra ha creado su propio mundo. Los afroamericanos deben usar todo su territorio a disposición. Y ese territorio no se representa en área, sino en cultura."